# جقه نادری
جقه نادری، یکی از جواهرات سلطنتی تاریخی ایران است در موزه جواهرات ملی ایران نگهداری می‌شود.  
جقه نادری که در سده ۱۲ قمری در ایران ساخته شده است، آراسته به الماس و زمرد، که در وسط آن یک تخمه زمرد دامله درشت خوشرنگ نصب شده‌است. در زیر جقه، سه آویز زمرد خوشرنگ امرودی آویخته شده‌است. قسمت بالای جقه، هفت شقه‌است و در دو طرف شقه‌ها نیز دو ریسه و برگ و گل الماس نشان ساخته‌اند و از نوک شقه‌های جقه، دو آویز زمرد بسیار اعلای سعیدی امرودی آویخته شده‌است. در بالای تخمه وسط، هلال الماس نشان و در پایین، در دو سو، شبیه درفش، طبل، لوله توپ و سرنیزه روی زه زین نصب شده‌است. پارچه درفش به سه ردیف یاقوت، الماس و زمرد کمرنگ تقسیم شده‌است. تمام جقه، آراسته به الماس‌های فلامک خوش آب و درشت و ریز است. رضاشاه پهلوی، از جقه مزبور گاهی استفاده می‌کرد. وزن جقه ۳۳ مثقال و ۱۶ نخود است.